# 利伯蒂維爾 (愛荷華州)
利伯蒂維爾（英語：Libertyville）是一個位於美國愛荷華州傑佛遜縣的城市。

## 地理
利伯蒂維爾的座標為40°57′28″N 92°02′57″W / 40.95778°N 92.04917°W，而該地的平均海拔高度為237米（即758英尺）。

## 人口
根據2010年美國人口普查的數據，利伯蒂維爾的面積為1.27平方千米，當中陸地面積為1.27平方千米，而水域面積為0.00平方千米。當地共有人口315人，而人口密度為每平方千米248人。